# Costitx
Costitx (hiszp. Costich)  – gmina w Hiszpanii, w prowincji Baleary, we wspólnocie autonomicznej Balearów, o powierzchni 15,37 km². W 2011 roku gmina liczyła 1159 mieszkańców.